# Бессемянка

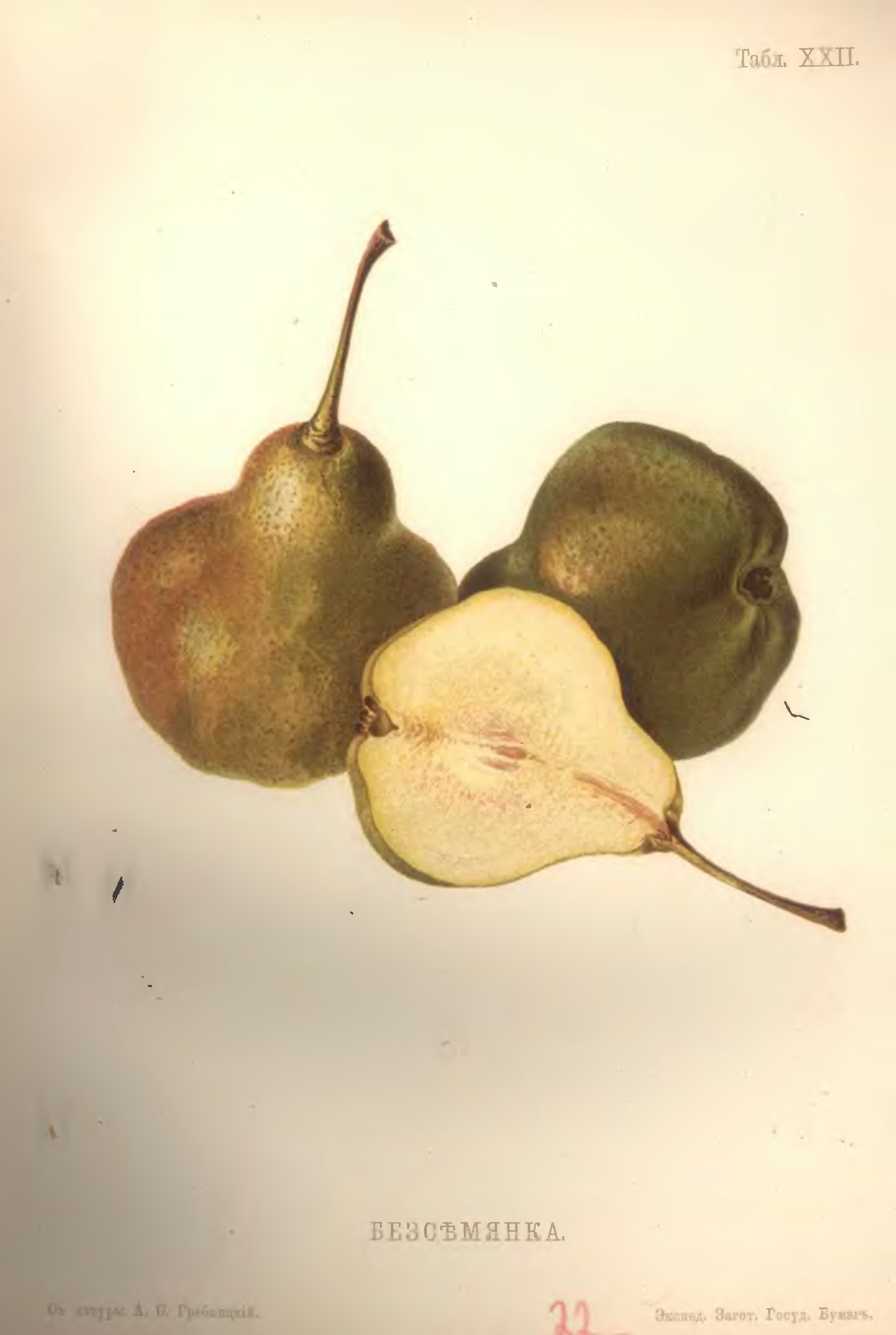
Бессемянка в «Атласе плодов» под редакцией Адама Гребницкого. 1906

Бессемя́нка — старинный русский сорт летней груши.
Получен методом народной селекции в нечернозёмных областях, особенно широко и охотно разводился в подмосковных губерниях из-за ненадёжности там лучших сортов французских груш, не терпящих сильных морозов. Ранее был включён в Госреестр, районирован по Северо-Западному, Центральному, Волго-Вятскому, Средневолжскому и Нижневолжскому регионам. Название дано этому сорту вследствие того, что у плода его постоянно недоразвиваются семена. В старых садах центральных областей России бессемянки до сих пор распространены широко, но из-за сильного поражения паршой в насаждениях молодых садов этот сорт встречается гораздо реже.
Деревья характеризуются средней и быстрой силой роста, имеют негустую широкопирамидальную крону. Ветви имеют большую длину, окрашены в желто-бурые тона, концы их обычно смотрят вверх. К плодоношению деревья приступают обычно на восьмой — девятый год после посадки, принося обильные ежегодные урожаи. Рекорд урожаев с одного дерева — 270 кг. Масса плода невелика — 70-80 г, форма короткогрушевидная, поверхность бугристая, кожица шероховатая.
Деревья отличаются зимостойкостью и в обычные зимы не страдают от морозов, хотя такие сорта, как Тонковетка, Вощанка и Восковая превосходят Бессемянку по устойчивости к сильным морозам. Однако бессемянки неустойчивы к парше.